# Feldflieger-Abteilung 19
Feldflieger-Abteilung Nr. 19 – FFA 19 jednostka obserwacyjna i rozpoznawcza lotnictwa niemieckiego Luftstreitkräfte z początkowego okresu I wojny światowej.

## Informacje ogólne
W momencie wybuchu I wojny światowej z dniem 1 sierpnia 1914 roku została utworzona we Fliegerersatz Abteilung Nr. 9 i weszła w skład większej jednostki 2 Kompanii Batalionu Lotniczego Nr 2 w Poznaniu. Jednostka została przydzielona do AK VIII.
15 stycznia 1917 roku jednostka została przeformowana i zmieniona w Fliegerabteilung 19 - (FA 19).
W jednostce służyli m.in. Willi Rosenstein później as Jagdstaffel 40.

## Dowódcy eskadry
| Stopień | Nazwisko                          | Okres        |
| ------- | --------------------------------- | ------------ |
| Kapitan | Florian von Poser und Großnädlitz | 01.08.1914 - |